# Leopold Schaeken
Leopold Schaeken (Koersel, 12 januari 1926 -  Beringen, 14 november 2002) was een Belgisch beroepsrenner tussen 1952 en 1963.
Leopold Schaeken was een sterke streekrenner, die echter een goede eindspurt miste om overwinningen te behalen. Hij behaalde in totaal 10 zeges als beroepsrenner.
In 1952 zegevierde hij in de Dr. Tistaertprijs te Zottegem; in 1953 in de Omloop van Limburg. Verder won hij nog de GP van Sint-Niklaas en in Budingen (1957), in zijn eigen gemeente Koersel (1958), in Heist op den Berg en Heusden (1959), Tessenderlo (1960) en in 1961 in de GP van de Stad Vilvoorde en te Mechelen.

## Erelijst
- 1952 - Gitane / Plume Sport

1ste Dr. Tistaertprijs te Zottegem
3de Brussel-Couvain
3de Herk de Stad
3de Houthalen
3de Tremelo
- 1953 - Plume Sport / Aiglon / Météore / Peugeot

Kampioen van Limburg
1ste Omloop van Limburg
- 1954 - Peugeot / Plume Sport-Simplex

3de Mechelen
3de Tremelo
- 1955 - Plume Sport

3de Meerhout
- 1956 - Plume Sport

2de Kwaadmechelen
3de Sint-Lievens-Esse
3de Omloop Het Volk
3de Tongeren
- 1957 - Elvé-Peugeot / Thompson

1ste Budingen
1ste Sint-Niklaas
2de Ronde van Vlaanderen "B"
2de GP Stad Vilvoorde
3de Antwerpen-Genk
3de Omloop van de Fruitstreek
3de Erembodegem (criterium)
3de Sint-Truiden
3de Tienen
- 1958 - Thompson / Dossche Sport

1ste Koersel
2de Cras Avernas-Remouchamps-Cras Avernas
2de Westerlo
3de GP Zolder
3de Kortenaken
3de Lommel
3de Ronde van Haspengouw
1959 - Ghigi-Ganna
1ste Heist op den Berg
1ste Heusden (Limburg)
3de à Grobbendonk
- 1960 - Wiels-Flandria

Kampioen van Limburg
1ste Tessenderlo
2de Buggenhout
2de GP Stad Vilvoorde
2de Zandhoven
3de Borgerhout
3de Meerhout
- 1961 - Wiels-Flandria

1ste te Mechelen
1ste GP Stad Vilvoorde
2de GP Kessel-Lier
2de Molenstede
2de Willebroek
2de Zele
3de Balen
3de Koersel
3de Lommel
3de Overpelt
3de Putte
- 1962 - Wiels's-Groene Leeuw

2de Omloop van de Leiebochten
2de GP 1 mei te Hoboken
2de Grobbendonk
2de Harelbeke-Antwerpen-Harelbeke
2de Koersel
- 1963 - Dr Mann

## Resultaten in voornaamste wedstrijden
| Jaar | Gent-Wevelgem | Ronde van Vlaanderen | Parijs-Roubaix | Omloop Het Volk | Parijs-Brussel | E3 Harelbeke |
| ---- | ------------- | -------------------- | -------------- | --------------- | -------------- | ------------ |
| 1952 | 30e           |                      |                | 18e             | 81e            |              |
| 1953 |               | 20e                  | 56e            | 22e             | 38e            |              |
| 1954 | 16e           |                      |                |                 |                |              |
| 1955 |               |                      |                | 20e             |                |              |
| 1956 |               |                      |                | Brons           | 50e            |              |
| 1957 |               |                      |                |                 | 62e            |              |
| 1959 | 49e           |                      |                | 60e             |                |              |
| 1961 |               |                      |                | 18e             | 58e            | 4e           |
| 1962 |               |                      |                | 21e             |                | ↑            |